# Rita Kühne
Rita Kühne (Dresden, 5 januari 1947) is een atleet uit Duitsland.
In 1971 liep Kühne op de Europese kampioenschappen naar een zilveren medaille op de 4 × 400 meter estafette.
Op de Olympische Zomerspelen van München in 1972 liep Kühne met Oost-Duitsland de 4 × 400 meter estafette, waarbij ze een gouden medaille behaalde.
- World Athletics: 14362259

1972: Käsling, Kühne, Seidler, Zehrt ·
1976: Maletzki, Rohde, Streidt, Brehmer ·
1980: Prorotsjenko, Gojsjtsjik, Zjoeskova, Nazarova ·
1984: Leatherwood, Howard, Brisco-Hooks, Cheeseborough ·
1988: Ledovskaja, Nazarova, Pinigina, Bryzgina ·
1992: Roezina, Dzjigalova, Nazarova, Bryzgina ·
1996: Stevens, Malone, Graham, Miles ·
2000: Miles Clark, Hennagan, Colander, Anderson ·
2004: Trotter, Henderson, Richards, Hennagan ·
2008: Wineberg, Felix, Henderson, Richards ·
2012: Trotter, Felix, McCorory, Richards-Ross ·
2016: Okolo, Hastings, Francis, Felix ·
2020: McLaughlin, Felix, Muhammad, Mu ·
2024: Little, McLaughlin-Levrone, Thomas, Holmes